# Hot d'or
 (décembre 2017).
Si vous disposez d'ouvrages ou d'articles de référence ou si vous connaissez des sites web de qualité traitant du thème abordé ici, merci de compléter l'article en donnant les références utiles à sa vérifiabilité et en les liant à la section « Notes et références ».
Les Hot d'or étaient une cérémonie destinée à récompenser les meilleurs films pornographiques, organisée de 1992 à 2001 à l'initiative du magazine français Hot Vidéo. 
Décernés pendant 10 ans, soit à Cannes (en marge du festival), soit à Paris, les Hots d'or ont fait un retour éphémère en 2009, sous la forme d'une cérémonie exceptionnelle à l'occasion des vingt ans de Hot Vidéo.
Comme les récompenses du cinéma traditionnel, plusieurs prix distinguaient différentes catégories comme celles de meilleur acteur, meilleure actrice, meilleur metteur en scène, meilleur film, meilleur DVD, etc.

## Palmarès
Dans l'ensemble du palmarès, l'année indiquée est celle de la cérémonie de remise du prix.

### Actrices

#### Meilleure actrice - Vote des professionnels
- 2001 : Océane

#### Meilleure nouvelle actrice
- 2001 : Estelle Desanges

#### Meilleure actrice européenne
| Année2000 | NomBara Céline    | Photo                              | NationalitéFrancaise | Alors âgée de | Pour                                                                          | Nommées |
| --------- | ----------------- | ---------------------------------- | -------------------- | ------------- | ----------------------------------------------------------------------------- | --- |
| 1992      | Non décerné       | Non décerné                        | Non décerné          | Non décerné   | Non décerné                                                                   | Non décerné |
| 1993      | Angelica Bella    | Importez l’image de cette personne | Hongrie              | 25 ans        | La femme du pêcheur (Ragtime)                                                 | Babette pour Château de dames (Marc Dorcel) Beata pour Arabica (Colmax) Marine Cartier pour Vicieuses brûlantes (Williams' Studio) Eva Orlowski pour La marquise est une salope (Penguin/Antarès) Moana Pozzi pour Luxure à l'italienne 2 (Anaïs) Silver pour Love passions (Alpha/Blue One) Béatrice Valle pour Les menteuses (Vidéo Marc Dorcel)                                           |
| 1994      | Tabatha Cash      | Importez l’image de cette personne | France               | 21 ans        | Rêves de cuir 2 (Colmax)                                                      | N'J de Bahia pour Rêves de cuir 2 (Colmax) Dolly Buster pour The way of sex (Euro Vidéo) Élodie Chérie pour Les lolos de la garagiste (Europix) Tanya Larivière pour Hot Business (Euro Vidéo) Moana Pozzi pour Docteur Angelica (Marc Dorcel) Béatrice Valle pour L'Esclave (Blue One) Deborah Wells pour La Vénus bleue (Marc Dorcel)                                                      |
| 1995      | Draghixa          | Importez l’image de cette personne | France               | 21 ans        | Le Parfum de Mathilde (Marc Dorcel)                                           | N'J de Bahia pour Eros et Thanatos (Colmax) Élodie pour Culs en fleur (Euro Vidéo) Tanya Larivière pour Les folles de Q..! (Marc Dorcel) Maeva pour Le Flic, la Pute et les Truands (Blue Mask) Anita Rinaldi pour Citizen Shane (Marc Dorcel) Selen pour Dracula (Colmax) Simona Valli pour Les malices de Catarina (Marc Dorcel) Sarah Young pour Sex party avec Sarah Young (Marc Dorcel) |
| 1996      | Coralie Trinh Thi |                                    | France               | 20 ans        |                                                                               | |
| 1997      | Laure Sainclair   | Importez l’image de cette personne | France               | 24 ans        |                                                                               | |
| 1998      | Laure Sainclair   | Importez l’image de cette personne | France               | 25 ans        | Laure dans Les Nuits de la Présidente d'Alain Payet Marc Dorcel, France, 1997 | |
| 1999      | Nikki Anderson    | Importez l’image de cette personne | Hongrie              | 22 ans        | L'Enjeu du Désir d'Alain Payet Marc Dorcel, France, 1999                      | Milly D'Abbraccio Eva Falk Éva Henger Karen Lancaume Océane Selen Kelly Trump Deborah Wells |
| 2000      | Katerina Kucerova | Importez l’image de cette personne | République tchèque   | 25 ans        |                                                                               | |
| 2001      | Daniella Rush     |                                    | République tchèque   | 24 ans        | Orgie en noir d'Ovidie Marc Dorcel, France, 2000                              | |
| 2009      | Tarra White       |                                    | République tchèque   | 21 ans        | Billionaire d'Alessandro del Mar Private, 2009                                | |

#### Meilleure actrice étrangère
| Année     | Nom         | Photo       | Nationalité     | Alors âgée de | Pour                   | Nommées |
| --------- | ----------- | ----------- | --------------- | ------------- | ---------------------- | --- |
| 1992      | Zara Whites | Zara Whites | Pays-Bas France | 24 ans        | Rêves de Cuir (Colmax) | Noelle Budvar pour Vue sur maison close (Marc Dorcel) Racquel Darrian pour La Chatte 2 (Anaïs) Jeanna Fine pour Rose volupté (Anaïs) Ashlyn Gere pour Docteur désir (Anaïs) Katy Kay pour Le tireur est en prison (Euro Vidéo Distribution) Sunny Mac Kay pour L'Enfer italien (Colmax) Victoria Paris pour Le Cercle vicieux (Colmax) Moana Pozzi pour Italie Folies 2 (Colmax) Raven pour Tabou IX (Alpha/Blue one) Selena Steele pour La chatte 2 (Anaïs) Teri Weigel pour Barlow girls (Alpha/Blue one) |
| 1993-1995 | Non décerné | Non décerné | Non décerné     | Non décerné   | Non décerné            | Non décerné |

#### Meilleure actrice européenne second rôle
- 1996 : Élodie Chérie
- 1997 : Olivia Del Rio dans La Ruée vers Laure
- 1998 : Coralie Trinh Thi
- 1999 : Dolly Golden dans Croupe du monde (Colmax)
- 2000 : Sylvia Saint dans Le Contrat des Anges
- 2001 : Estelle Desanges dans Projet X

#### Meilleure starlette européenne
| Année | Nom             | Photo                              | Nationalité        | Alors âgée de | Nommées |
| ----- | --------------- | ---------------------------------- | ------------------ | ------------- | --- |
| 1992  | Non décerné     | Non décerné                        | Non décerné        | Non décerné   | Non décerné                                                                                                |
| 1993  | Tabatha Cash    | Importez l’image de cette personne | France             |               | Vanessa d'Angelli N'J de Bahia Laura Lambkin Tanya Larivière Carole Nash Sascha April Summer Ophelia Tozzy |
| 1994  | Valy Verdi      | Importez l’image de cette personne | France             |               | Anastasia Luana Borgia Julia Chanel Draghixa Maeva Katy Marceau Selen                                      |
| 1995  | Barbara Doll    | Importez l’image de cette personne | France             |               | Aliza Andschana Erica Bella Dalila Maria Liberato Lisa Rebecca Lord Saphyr Shannone                        |
| 1996  | Laure Sainclair | Importez l’image de cette personne | France             |               | |
| 1997  | Nikki Anderson  | Importez l’image de cette personne | Hongrie            |               | |
| 1998  | Jade            | Importez l’image de cette personne | France             |               | |
| 1999  | Kate More       | Importez l’image de cette personne | Pays-Bas           |               | Bamboo Lisa Crawford Daniella Maeva Exel Illona Katja Kean Melissa Bolivia Samsonite                       |
| 2000  | Meridian        | Importez l’image de cette personne | République tchèque |               | |
| 2001  | Judith Fox      | Importez l’image de cette personne | République tchèque |               | |
| 2009  | Black Angelika  | Black Angelika                     | Roumanie           | 21 ans        | |

#### Meilleure actrice française
| Année     | Nom          | Photo                              | Alors âgée de | Pour                                                       | Nommées |
| --------- | ------------ | ---------------------------------- | ------------- | ---------------------------------------------------------- | --- |
| 1992      | Tennessy     | Importez l’image de cette personne |               | Les putes de l'autoroute (Marc Dorcel)                     | Charlène pour Couples infidèles (Marc Dorcel) Christine de Beausséant pour À trois sur Caroline (Penguin/Antarès) Joy Karin's pour Le Cercle vicieux (Colmax) Mélody Kiss pour Bourgeoise le jour, pute la nuit (René Chateau) Laura Valérie pour Vue sur maison close (Marc Dorcel) Sandrine Van Herpe pour Orgies romaines (Colmax) |
| 1993-1995 | Non décerné  | Non décerné                        | Non décerné   | Non décerné                                                | Non décerné |
| 2000      | Dolly Golden |                                    |               |                                                            | |
| 2001      | Océane       |                                    |               | Projet X (Blue One)                                        | |
| 2009      | Katsuni      |                                    |               | Pirates 2 : La Vengeance de Stagnetti (Digital Playground) | |

#### Meilleure starlette française
- 2000 : Estelle Desanges
- 2001 : Clara Morgane
- 2009 : Angell Summers

#### Meilleure actrice américaine
| Année | Nom             | Photo       | Alors âgée de | Rôle, Films, Réalisateurs, Studio | Nommées |
| ----- | --------------- | ----------- | ------------- | --- | --- |
| 1992  | Non décerné     | Non décerné | Non décerné   | Non décerné | Non décerné |
| 1993  |                 |             |               | | Ashlyn Gere pour Femmes caméléons (Anaïs) Jeanna Fine pour Rose volupté 2 (Anaïs) Sunny MacKay pour Arabica (Colmax) Madison pour The Cockateer (Lucy) Carolyn Monroe pour Constat d'adultère (Marc Dorcel) Victoria Paris pour Two Women (Alpha/Blue One) Savannah pour L'affaire Savannah (Marc Dorcel) Selena Steele pour Instinct animal (Anaïs) Taylor Wane pour Mind trips (LAC)                 |
| 1994  |                 |             |               | | Racquel Darrian pour Bonnie and Clyde 1 et 2 (Colmax) Nikki Dial pour Nikki sex 1 et 2 (Marc Dorcel) Ashlyn Gere pour La femme anonyme (Colmax) Janine pour Obsessions cachées (Blue One) Savannah pour La double vie de Cendrillon 1 et 2 (Colmax) Sierra pour L'Esclave (Blue One) P.J. Sparxx pour La double vie de Cendrillon 1 et 2 (Colmax) Samantha Strong pour La cité du plaisir (Wild Vidéo) |
| 1995  | Ashlyn Gere     |             | 27 ans        | The Masseuse 2 (Colmax) | Asia Carrera pour The Masseuse 2 (Colmax) Celeste pour Croqueur de chattes (Anaïs) Debi Diamond pour Poupées de rêve (Anaïs) Dyanna Lauren pour Immortel désir (Marc Dorcel) Leena pour Délire de passion (Marc Dorcel) Sunset Thomas pour Sex (Anaïs) |
| 1996  | Jenna Jameson   |             | 22 ans        | | |
| 1997  | Jenna Jameson   |             | 23 ans        | | |
| 1998  | Jenna Jameson   |             | 24 ans        | Jennarator dans Sexe de Feu, Cœur de Glace (Wicked Weapon) de Brad Armstrong et Marc Dorcel Wicked Pictures, France/États-Unis, 1997 | |
| 1999  | Jill Kelly      |             | 28 ans        | | Brooke April Julie Ashton Missy Misty Rain Serenity Nici Sterling Stephanie Swift Stacey Valentine |
| 2000  | Stacy Valentine |             | 29 ans        | | |
| 2001  | Tera Patrick    |             | 24 ans        | La Croisée du Désir (fr) (Crossroads (en)) de Brad Armstrong Marc Dorcel (fr), France, 2001 Wicked Pictures (en), États-Unis, 1999   | |
| 2009  | Jesse Jane      |             | 29 ans        | Jules dans Pirates 2 : La Vengeance de Stagnetti de Joone Digital Playground, États-Unis, 2008                                       | |

#### Meilleure starlette américaine
| Année | Nom             | Photo       | Alors âgée de | Nommées |
| ----- | --------------- | ----------- | ------------- | --- |
| 1992  | Non décerné     | Non décerné | Non décerné   | Non décerné |
| 1993  |                 |             |               | Alexis de Vell Nikki Dial Summer Knight Shayla LaVeaux Janine Lindemulder Melanie Moore Tiffany Mynx Kelly O'Dell Dominique Simone |
| 1994  |                 |             |               | Julia Ann Celeste Lené Hefner Chasey Lain Dyanna Lauren Francesca Lé Shayla LaVeaux Kelly O'Dell                                   |
| 1995  | Chasey Lain     |             | 23 ans        | Christina Angel Tami Ann Kaitlyn Ashley Juli Ashton Vanessa Chayse Felicia Kylie Ireland Isis Nile Misty Rain                      |
| 1996  | Jenna Jameson   |             | 22 ans        | |
| 1997  | Kobe Tai        |             | 25 ans        | |
| 1998  | Stacy Valentine |             | 27 ans        | |
| 1999  | Alisha Klass    |             | 27 ans        | |
| 2000  | Tera Patrick    |             | 23 ans        | |
| 2001  | Briana Banks    |             | 20 ans        | |
| 2009  | Kayden Kross    |             | 24 ans        | |

#### Meilleure performeuse française
- 2009 : Cecilia Vega

### Acteurs

#### Meilleur acteur
- 1997 : Richard Langin dans The Pyramid
- 2001 : Marc Barrow dans Profession : Gros Cul

#### Meilleur acteur français
| Année     | Nom              | Photo                              | Alors âgé de | Pour                                         | Nommés |
| --------- | ---------------- | ---------------------------------- | ------------ | -------------------------------------------- | --- |
| 1992      | Christophe Clark | Importez l’image de cette personne |              | Putain de cirque (Euro Vidéo Distribution)   | Jean-Pierre Armand pour Les lolos de la pompiste (Penguin/Antarès) Philippe Soine pour Souris d'hôtel (Marc Dorcel) Franck Chapuis pour Rêves de cuir (Colmax) Rick Richard pour Les putes de l'autoroute (Marc Dorcel)                                                                                 |
| 1993-1994 | Non décerné      | Non décerné                        | Non décerné  | Non décerné                                  | Non décerné |
| 2009      | Sebastian Barrio | Importez l’image de cette personne |              | Blanche, Alice, Sandy et les autres (Alkrys) | Olivier Sanchez pour Escapade buissonnière (Marc Dorcel) Phil Hollyday pour No Problem for Sex (VCV) Rico Simmons pour Blanche, Alice, Sandy et les Autres (Alkrys) Titof pour Montre-moi du Rose (JBR Média) Tony Carrera pour Les Chiennes (Alkrys) William Lebris pour Une Sacrée Famille (Concorde) |

#### Meilleur acteur européen
| Année | Nom              | Photo                              | Nationalité | Alors âgé de | Pour                                         | Nommés |
| ----- | ---------------- | ---------------------------------- | ----------- | ------------ | -------------------------------------------- | --- |
| 1992  | Non décerné      | Non décerné                        | Non décerné | Non décerné  | Non décerné                                  | Non décerné |
| 1993  |                  | Importez l’image de cette personne |             |              |                                              | Jean-Pierre Armand pour Humiliations perverses (Penguin/Antarès) Yves Baillat pour Arabica (Colmax) Christophe Clark pour Les secrets de Mozart (Euro Vidéo) Jean-Yves Le Castel pour Les miches de la boulangère (Marc Dorcel) Richard Langin pour Consultations très spéciales (Euro Vidéo) Roberto Malone pour Perversions Italiennes (Colmax) Rocco Siffredi pour Portrait Passion (Euro Vidéo) Philippe Soine pour Constat d'adultère (Marc Dorcel) |
| 1994  | Christophe Clark |                                    | France      |              | Délit de séduction (Marc Dorcel)             | Jean-Pierre Armand pour Enculo-stop (Penguin) Yves Baillat pour Alice au pays des pervers (Europix) Richard Langin pour Viva Italia (Colmax) Roberto Malone pour Rêves de cuir 2 (Colmax) Stanislas Piotr pour La doctoresse a de gros seins 2 (Europix) Philippe Soine pour La Vénus bleue (Marc Dorcel) Rocco Siffredi pour Face Dance et Face Dance 2 (Colmax) Eric Weiss pour Délit de séduction (Marc Dorcel)                                       |
| 1995  | Ian Scott        |                                    | France      |              | L'Emmerdeuse (Blue One)                      | |
| 1999  | David Perry      | Importez l’image de cette personne | France      |              | L'enjeu du désir                             | Philippe Dean Mike Foster Jean-Yves Le Castel Roberto Malone Philippe Soine Bruno Sx Jolth Walton Andrew Youngman |
| 2000  | Christophe Clark |                                    | France      |              | Citizen Shane (Marc Dorcel)                  | |
| 2001  | Ian Scott        |                                    | France      |              | Max, portrait d'un serial-niqueur (Blue One) | |

#### Meilleur acteur étranger
| Année     | Nom            | Photo                              | Nationalité | Alors âgé de | Pour                                      | Nommés |
| --------- | -------------- | ---------------------------------- | ----------- | ------------ | ----------------------------------------- | --- |
| 1992      | Rocco Siffredi | Importez l’image de cette personne | Italie      |              | Les aventures de Mikki Finn (Marc Dorcel) | Buck Adams pour Roxy... passionnément (Anaïs) Tom Byron pour Les filles du showbiz (Anaïs) Jon Dough pour Les nuits de Sodome (Anaïs) Woody Long pour Pénétrator (LAC) Roberto Malone pour Orgies romaines (Colmax) Randy Spears pour The masseuse (Colmax) Randy West pour L'allumeuse (Anaïs) |
| 1993-1994 | Non décerné    | Non décerné                        | Non décerné | Non décerné  | Non décerné                               | Non décerné |

#### Meilleur nouvel acteur européen
- 2000 : Marc Barrow dans Hotdorix
- 2009 : Choky Ice dans Sex and High Speed (Blue One)

#### Meilleur nouvel acteur
- 1997 : Philippe Dean (français) dans The Pyramid
- 2000 : Titof (français)

#### Meilleur acteur américain
| Année | Nom          | Photo                              | Alors âgé de | Pour                                                       | Nommés |
| ----- | ------------ | ---------------------------------- | ------------ | ---------------------------------------------------------- | --- |
| 1992  | Non décerné  | Non décerné                        | Non décerné  | Non décerné                                                | Non décerné |
| 1993  |              | Importez l’image de cette personne |              |                                                            | Buck Adams pour Esmeralda (Alpha/Blue One) Tom Byron pour La Femme du pêcheur (Ragtime) Jon Dough pour La Reine du Nil (Anaïs) Mike Horner pour Maddam's family (Caesar's Video) Ron Jeremy pour Arabica (Colmax) Sean Michaels pour Violente passion (Colmax) Joey Silvera pour Grand prix Australia (Colmax) Randy West pour The Cockateer (Lucy)                   |
| 1994  |              | Importez l’image de cette personne |              |                                                            | Tom Byron pour Les aventures de Pussyman (Anaïs) Mark Davis pour Le masque (Marc Dorcel) Mike Horner pour La séduction de Mary (Marc Dorcel) Ron Jeremy pour Ejacula (Eve-Blue Mask) Sean Michaels pour Le feu au cul (Wild Vidéo) Jonathan Morgan pour Tequila beach (Anaïs) Randy Spears pour L'Esclave (Blue One) Randy West pour Bonnie and Clyde 1 et 2 (Colmax) |
| 1998  | Mark Davis   | Importez l’image de cette personne |              | Zazel                                                      | |
| 1999  | Mark Davis   | Importez l’image de cette personne |              | La Vengeance de Jenna                                      | |
| 2000  | Randy Spears | Importez l’image de cette personne |              | DMJ 6                                                      | |
| 2001  | Mark Davis   | Importez l’image de cette personne |              | La fille de Justine                                        | |
| 2009  | Evan Stone   | Importez l’image de cette personne |              | Pirates 2 : La Vengeance de Stagnetti (Digital Playground) | |

#### Meilleur performeur américain
- 2009 : Lexington Steele

### Réalisateurs

#### Meilleur réalisateur français
| Année     | Nom            | Photo                              | Pour                                   | Nommés |             |
| --------- | -------------- | ---------------------------------- | -------------------------------------- | --- | ----------- |
| 1992      | Michel Ricaud  | Importez l’image de cette personne | Les putes de l'autoroute (Marc Dorcel) | J.F. Herick pour Quelques objets du plaisir (Pink Star Vidéo) Francis Leroi pour Rêves de cuir (Colmax) John Love pour Les lolos de la pompiste (Penguin/Antarès) Richard Romain pour Sacrée poupée (Double Défi) |             |
| 1993-1994 | Non décerné    | Non décerné                        | Non décerné                            | Non décerné | Non décerné |
| 2001      | Pierre Woodman |                                    | Madness                                | |             |
| 2009      | John B. Root   |                                    | Montre-moi du rose (JBR Media)         | |             |

#### Meilleur réalisateur– vote des professionnels
- 2001 : Fred Coppula

#### Meilleur nouveau réalisateur
- 1995 : Rocco Siffredi
- 1996 : Christophe Clark
- 1997 : Kris Kramski

#### Meilleur réalisateur européen
| Année | Nom                | Photo                              | Nationalité | Pour                             | Nommés |             |
| ----- | ------------------ | ---------------------------------- | ----------- | -------------------------------- | --- | ----------- |
| 1992  | Non décerné        | Non décerné                        | Non décerné | Non décerné                      | Non décerné | Non décerné |
| 1993  | Michel Ricaud      | Importez l’image de cette personne | France      | Les menteuses (Marc Dorcel)      | Dino Baumberger pour Les secrets de Mozart (Euro Vidéo) Max Bellochio pour Diabolix (Ragtime) John Love pour Miss hard-crad se déchaîne (Antarès) Michel Mex pour Hypnotix (Bahia Production) Nils Molitor pour Portrait Passion (Euro Vidéo) Mario Salieri pour Arabica (Colmax)                                                       |             |
| 1994  | Michel Ricaud      | Importez l’image de cette personne | France      | Délit de séduction (Marc Dorcel) | Youri Berko pour Sex horror show 2 (FIP) Luca Damiano pour Alice au pays des pervers (Europix) Francis Leroi pour Rêves de cuir 2 (Colmax) John Love pour La doctoresse a de gros seins 2 (Europix) Nils Molitor pour Mad sex (Euro Vidéo) Alex Perry pour La scandaleuse Signora (Marc Dorcel) Mario Salieri pour Viva Italia (Colmax) |             |
| 1995  | Marc Dorcel        | Importez l’image de cette personne | France      |                                  | |             |
| 1996  | Marc Dorcel        | Importez l’image de cette personne | France      |                                  | |             |
| 1997  | Pierre Woodman     | Importez l’image de cette personne | France      | The Pyramid                      | |             |
| 1998  | Pierre Woodman     | Importez l’image de cette personne | France      | Tatiana                          | |             |
| 1999  | Alain Payet        | Importez l’image de cette personne | France      | La Dresseuse chez Blue One       | |             |
| 2000  | Fred Coppula       | Importez l’image de cette personne | France      | L'Emmerdeuse                     | |             |
| 2001  | Pierre Woodman     | Importez l’image de cette personne | France      |                                  | |             |
| 2009  | Alessandro del Mar | Importez l’image de cette personne | Italie      | Billionaire (Private)            | |             |

#### Meilleur réalisateur étranger
| Année     | Nom         | Photo                              | Nationalité | Pour                | Nommés |             |
| --------- | ----------- | ---------------------------------- | ----------- | ------------------- | --- | ----------- |
| 1992      | John Leslie | Importez l’image de cette personne | États-Unis  | La chatte 2 (Anaïs) | Max Bellochio pour Analissimo (Casanova Vidéo) Gerard Damiano pour Just for the pleasure (Alpha/Blue one) Greg Dark pour New wave hookers 2 (Anaïs) Rinse Dream pour Night dreams 2 (Anaïs) Nils Molitor pour Putain de cirque (Euro Vidéo Distribution) Henri Pachard pour Rose volupté (Anaïs) Ed Powers pour Docteur Butts (LAC) Mario Salieri pour Orgies romaines (Colmax) John Stagliano pour Trouble sexe à Malibu (Marc Dorcel) Paul Thomas pour The masseuse (Colmax) |             |
| 1993-1994 | Non décerné | Non décerné                        | Non décerné | Non décerné         | Non décerné | Non décerné |

#### Meilleur nouveau réalisateur européen
- 1998 : Anita Rinaldi
- 1999 : Fred Coppula pour Niqueurs Nés chez Blue One
- 2000 : Gabriel Zéro pour La Vérité si tu bandes !

#### Meilleur réalisateur américain
| Année | Nom            | Photo                              | Pour                                                  | Nommés |
| ----- | -------------- | ---------------------------------- | ----------------------------------------------------- | --- |
| 1992  | Non décerné    | Non décerné                        | Non décerné                                           | Non décerné |
| 1993  |                | Importez l’image de cette personne |                                                       | Stuart Canterbury pour Mind trips (LAC) John Leslie pour Femmes caméléons (Anaïs) Henri Pachard pour Rose volupté 1 et 2 (Anaïs) Ed Powers pour Dr Butts 2 (LAC) Alex de Renzy pour Two women (Alpha/Blue One) John Stagliano pour Buttman à Londres (Colmax) Paul Thomas pour L'affaire Savannah (Marc Dorcel) Michael Zen pour Jardin secret 1 et 2 (Marc Dorcel) |
| 1994  |                | Importez l’image de cette personne |                                                       | Andrew Blake pour Obsessions cachées (Blue One) Greg Dark pour New Wave Hookers 3 (Anaïs) Michael Ninn pour L'orchidée noire (Marc Dorcel) Henri Pachard pour Mlle porte-jarretelles (Anaïs) Alex de Renzy pour L'Esclave (Blue One) John Stagliano pour Face dance 1 et 2 (Colmax) Paul Thomas pour Le masque (Marc Dorcel)                                        |
| 1998  | Kris Kramski   | Kris Kramski                       |                                                       | |
| 1999  | Michael Ninn   | Importez l’image de cette personne | La nuit sans fin (Blue One)                           | |
| 2000  | Michael Ninn   | Importez l’image de cette personne | Rituals                                               | |
| 2009  | John Stagliano | Importez l’image de cette personne | Fashionistas Safado : Berlin (Evil Angel/Marc Dorcel) | |

#### Meilleur réalisateur pro-amateur
| Année | Nom         | Photo                              | Nationalité | Pour        | Nommés |
| ----- | ----------- | ---------------------------------- | ----------- | ----------- | --- |
| 1992  | Non décerné | Non décerné                        | Non décerné | Non décerné | Non décerné |
| 1993  |             | Importez l’image de cette personne |             |             | Christopher Alexander pour Gang bang performance (Lucy) Jean Louis Patrick Bacouche pour Carburation anale (VPA) David Caroll pour Vicieuses brûlantes (William's Studio) Eddy et Michelle pour Les hommes objet de désir... (Euro Vidéo) Philippe Cochon pour Hot coiffure (Starchild) Laetitia pour Con-fesse anale (Nanou Vidéo)     |
| 1994  |             | Importez l’image de cette personne |             |             | Patrice Cabanel pour Banlieues perverses (Fantas) Philippe Cochon pour Premier essai hard (Starchild) Henri Grandolini pour Rodéo amateur (Prélude) Max Hardcore pour Max Hardcore (Blue One) Lætitia pour Intimité violée par une femme (Nanou vidéo) Gérard Menou pour S'offre à toi (Défi) Ed Powers pour Dirty débutantes (Ragtime) |

### Hot d'or d'honneur
- 199X : Alban Ceray
- 1996 : Richard Allan
- 1994 : Zara Whites
- 1999 : Laure Sainclair
- 1999 : Jenna Jameson
- 2000 : Ona Zee
- 2001 : Ovidie
- 2001 : Paul Fishbein
- 2001 : Sharon Mitchell
- 2001 : Larry Flynt
- 2001 : Thierry Ardisson[2]

### Films

#### Meilleur film
- 2001 : Stavros chez Colmax
- 2001 : Hell, Whores and High Heels chez Private

#### Meilleur film - vote professionnel
- 2001 : Max, portrait d'un serial-niqueur chez Blue One

#### Meilleur film européen
| Année | Titre                   | Distributeur      | Nommés |             |
| ----- | ----------------------- | ----------------- | --- | ----------- |
| 1992  | Non décerné             | Non décerné       | Non décerné | Non décerné |
| 1993  | Arabica                 | Colmax            | Château de dames (Marc Dorcel) Dr Rocco, Mister sodo (Euro Vidéo) Le marteau-pilon 2 (Penguin/Antarès) Les menteuses (Marc Dorcel) Miss hard-crad se déchaîne (Penguin/Antarès) Perversions Italiennes (Colmax) Portrait Passion (Euro Vidéo) |             |
| 1994  | Délit de Séduction      | Vidéo Marc Dorcel | La doctoresse a de gros seins 2 (Europix) Ejacula (Eve-Blue Mask) Mad sex (Euro Vidéo) Rêves de cuir 2 (Colmax) La scandaleuse Signora (Marc Dorcel) Sex horror show 2 (FIP) Viva Italia (Colmax)                                             |             |
| 1995  | Citizen Shane           | Vidéo Marc Dorcel | |             |
| 1996  | La Princesse et la Pute | Vidéo Marc Dorcel | |             |
| 1997  | The Pyramid             | Private           | |             |
| 1998  | Tatiana                 | Private           | |             |
| 1999  | L'Enjeu du Désir        | Vidéo Marc Dorcel | |             |
| 2000  | L'Emmerdeuse            |                   | |             |

#### Meilleur film étranger
| Année     | Titre       | Distributeur | Nommés |             |
| --------- | ----------- | ------------ | --- | ----------- |
| 1992      | La chatte 2 | Anaïs        | Orgies romaines (Colmax) New wave hookers 2 (Anaïs) Pénétrator (LAC) Just for the pleasure (Alpha/Blue one) The masseuse (Colmax) Les aventures de Nikki Finn (Marc Dorcel) L'enfer italien (Colmax) Putain de cirque (Euro Vidéo Distribution) Tabou IX (Alpha/Blue one) |             |
| 1993-1994 | Non décerné | Non décerné  | Non décerné | Non décerné |

#### Meilleur film français
| Année     | Titre               | Distributeur | Nommés |             |
| --------- | ------------------- | ------------ | --- | ----------- |
| 1992      | Rêves de cuir       | Colmax       | Les lolos de la pompiste (Penguin/Antarès) Vue sur maison close (Marc Dorcel) Les putes de l'autoroute (Marc Dorcel) Sacrée poupée (Double Défi) Quelques objets du plaisir (Pink Star Video) |             |
| 1993-1994 | Non décerné         | Non décerné  | Non décerné | Non décerné |
| 1999      | Niqueurs-nés        | Blue one     | |             |
| 2000      | La soirée de Connes | JTC          | |             |
| 2001      | Stavros             | Colmax       | |             |

#### Meilleur film américain
| Année | Titre         | Distributeur      | Nommés |             |
| ----- | ------------- | ----------------- | --- | ----------- |
| 1992  | Non décerné   | Non décerné       | Non décerné | Non décerné |
| 1993  |               |                   | Dr Butts 2 (LAC) Femmes caméléons (Anaïs) Instinct animal (Anaïs) Jardin secret 1 et 2 (Marc Dorcel) L'affaire Savannah (Marc Dorcel) Mind trips (LAC) Rose volupté 1 et 2 (Anaïs) Sorority blue 1 et 2 (Anaïs) Two women (Alpha/Blue one) |             |
| 1994  |               |                   | Les aventures de Pussyman (Anaïs) Buttman contre Buttwoman (LAC) La cité du plaisir (Wild Vidéo) Face dance 1 et 2 (Colmax) New Wave Hookers 3 (Anaïs) Obsessions cachées (Blue One) L'orchidée noire (Marc Dorcel)                        |             |
| 1998  | Lisa          |                   | |             |
| 1999  | L'incendiaire | Vidéo Marc Dorcel | |             |
| 2000  | Rituals       |                   | |             |

#### Meilleur scénario original
| Année | Titre                         | Distributeur      | Nommés |
| ----- | ----------------------------- | ----------------- | --- |
| 1992  | Rêves de cuir                 | Colmax            | Sacrée poupée (Double Défi) New wave hookers 2 (Anaïs) Orgies romaines (Colmax) Vue sur maison close (Marc Dorcel) Pénétrator (LAC) The masseuse (Colmax) Just for the pleasure (Alpha/Blue one)                                       |
| 1993  | L'affaire Savannah            | Vidéo Marc Dorcel | Arabica (Colmax) Instinct animal (Anaïs) Jardin secret (MARC DORCEL) Les menteuses (MARC DORCEL) Mind trips (LAC) Portrait passion (Euro Vidéo) Rose volupté (Anaïs)                                                                   |
| 1994  |                               |                   | L'Esclave (Blue One) Face dance 1 et 2 (Colmax) La femme anonyme (Colmax) Mad Sex (Euro Vidéo) Mademoiselle porte-jarretelles (Anaïs) New Wave Hookers 3 (Anaïs) Rêves de cuir 2 (Colmax) Sex horror show 2 (FIP) Viva Italia (Colmax) |
| 1995  | Le Parfum de Mathilde         | Vidéo Marc Dorcel | |
| 1996  | La Princesse et la Pute       | Vidéo Marc Dorcel | |
| 1997  | The Pyramid                   | Private           | |
| 1998  | Tatiana                       | Private           | |
| 1999  | Le Labyrinthe                 | Vidéo Marc Dorcel | |
| 2000  | L'Emmerdeuse par Fred Coppula | Blue One          | |
| 2001  | Orgie en noir par Ovidie      |                   | |

#### Meilleur remake ou adaptation
- 1999 : Niqueurs-nés par Fred Coppula chez Blue One
- 2000 : Les Tontons tringleurs par Alain Payet chez Blue One

#### Meilleure série pro-amateur
| Année | Nom         | Éditeur     | Nommés |             |
| ----- | ----------- | ----------- | --- | ----------- |
| 1992  | Non décerné | Non décerné | Non décerné | Non décerné |
| 1993  |             |             | Dirty débutantes (Pussycat) Fille à partouze (LAC) Intimité violée par une femme (Nanou Vidéo) Max Hardcore (Alpha/Blue One) Mr Peepers (Lucy) Nymphomania (Prélude) Premier essai hard (Starchild) Révélations ardentes (Bahia Production) Seventeen (Les Connaisseurs) Sex house amateurs (Horus) |             |
| 1994  | Non décerné | Non décerné | Non décerné | Non décerné |

#### Meilleure série amateur
- 1995 : L'École de Laetitia
- 1996 : Nicht verliehen
- 1997 : Les Infirmières de Laetitia (française)
- 1998 : L'École de Laetitia (française)
- 1999 : Hongrie interdite (française)
- 2000 : Euro Anal

#### Meilleure série amateur américaine
- 1998 : World Sex Tour
- 2000 : The Voyeur

#### Meilleure série amateur française
- 2000 : Le Fantasmotron

#### AVN d'or - Meilleure sortie européenne aux États-Unis
- 1999 : Tatiana 1, 2 et 3 (Private USA)
- 2000 : When Rocco Meats Kelly 2

#### Meilleur DVD
- 2000 : La Ruée vers Laure chez Marc Dorcel

#### Film de platine (vote des éditeurs)
- 1998 : The Fugitive
- 1999 : Rocco ne meurt jamais (Wild Vidéo)
- 2000 : Machos

#### Meilleure jaquette
| Année | Titre              | Distributeur      | Nommés |
| ----- | ------------------ | ----------------- | --- |
| 1992  | New wave hookers 2 | Anaïs             | La Frangine (OUT) La Chatte 2 (Anaïs) Pénétrator (LAC) Fine line (Alpha/Blue one) Vue sur maison close (MARC DORCEL) Rêves de cuir (Colmax) Blue jean brat (Penguin/Antarès) Le plein des sens (Anaïs)              |
| 1993  |                    |                   | Chat et souris (MARC DORCEL) Derrière (Lucy) Instinct animal (Anaïs) La Cité des péchés (MARC DORCEL) La Reine du Nil (Anaïs) L'Obsédée (Les Connaisseurs) Maddam's family (Caesar's Vidéo) Poupées d'orgie (Anaïs) |
| 1994  |                    |                   | Cendrillon (Colmax) La cité du plaisir (Wild Vidéo) Le masque (MARC DORCEL) New Wave Hookers 3 (Anaïs) Rêves de cuir 2 (Colmax) Sexual outrages (Blue One) Splatman (Eve Production) Viva Italia (Colmax)           |
| 1997  | The Pyramid        | Private           | |
| 1998  | Paris Chic         |                   | |
| 1999  | L'Enjeu du désir   | Vidéo Marc Dorcel | |
| 2000  | L'Esclave des sens | Vidéo Marc Dorcel | |
| 2001  | Madness            | Private           | |

#### Meilleure cassette
- 2001 : Soirée de connes par Patrice Cabanel

#### Meilleure vente
- 1997 : The Pyramid chez Private
- 2000 : Machos chez Blue One

#### Meilleure campagne de promotion
| Année | Titre         | Distributeur | Nommés |
| ----- | ------------- | ------------ | --- |
| 1992  | Rêves de cuir | Colmax       | New wave hookers 2 (Anaïs) La chatte 2 (Anaïs) Mondial X (Colmax) Pénétrator (LAC) |
| 1993  |               |              | Arabica (Colmax) Femmes caméléons (Anaïs) Grand prix Australia (Colmax) Hot coiffure (Starchild) La femme du pêcheur (Ragtime) Sorority blue (Anaïs)                                             |
| 1994  |               |              | Bonnie and Clyde 1 et 2 (Colmax) Délit de séduction (Marc Dorcel) Obsessions cachées (Blue One) New Wave Hookers 3 (Anaïs) Rêves de cuir 2 (Colmax) Sex horror show 2 (FIP) Viva Italia (Colmax) |